# مارجوری بیبی
مارجوری آیلین بیبی (انگلیسی: Marjorie Eileen Beebe؛ ۹ اکتبر ۱۹۰۸ – ۹ مه ۱۹۸۳) بازیگر اهل ایالات متحده آمریکا بود.
از فیلم‌هایی که وی در آن نقش داشته‌است، می‌توان به ماجرای پرشور هالیوود و افسون‌شده اشاره کرد.